# Aldea San Antonio (Gualeguaychú)

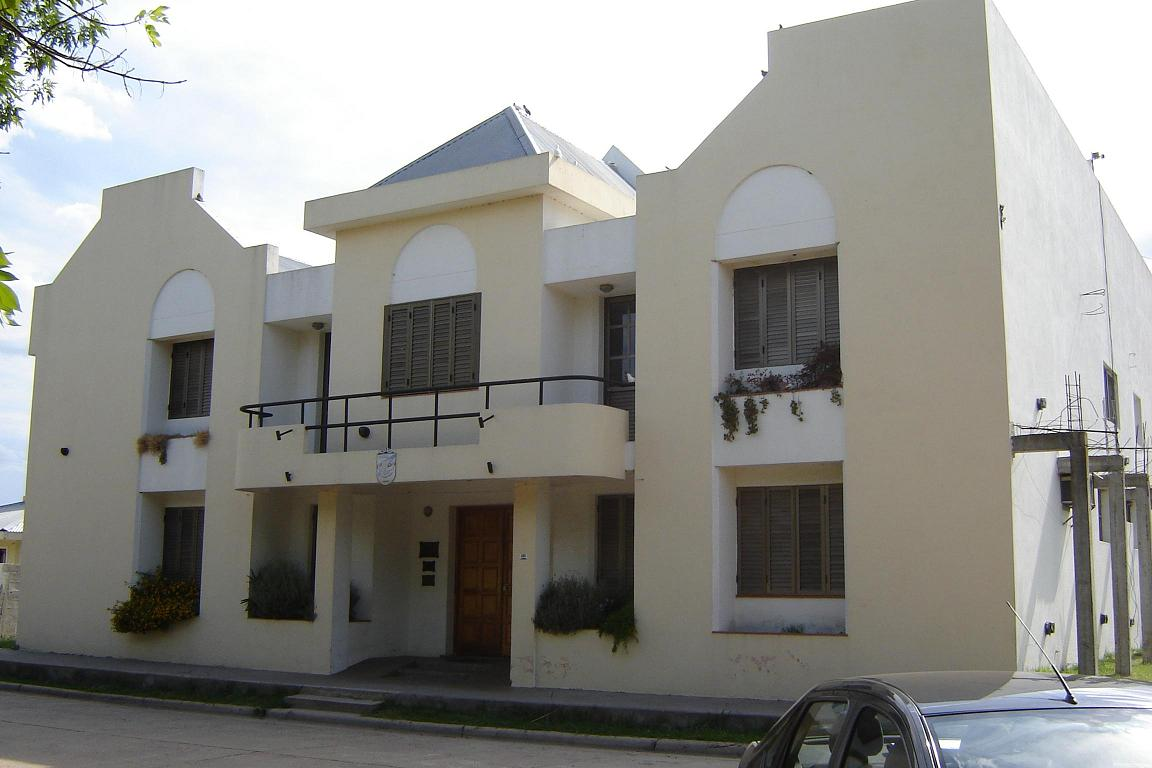
Fachada de la municipalidad de Aldea San Antonio.

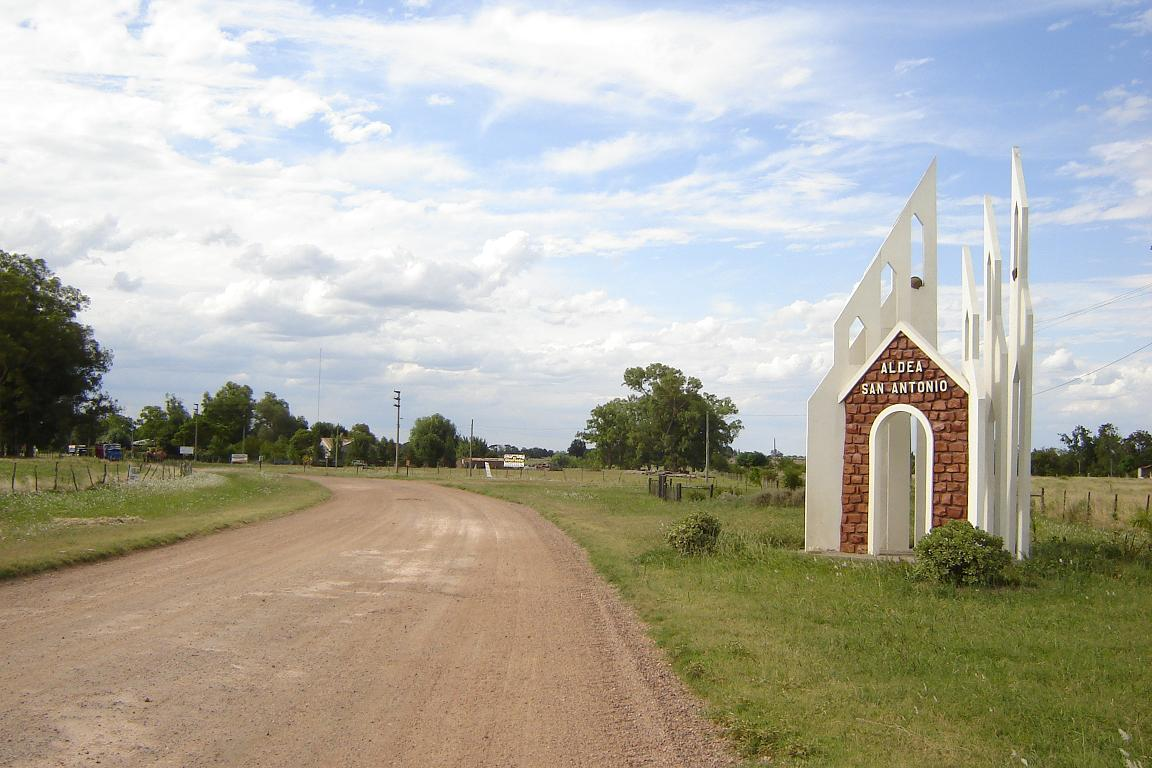
Acceso a Aldea San Antonio.

Aldea San Antonio es un municipio del distrito Pehuajó al Norte del departamento Gualeguaychú, en la provincia de Entre Ríos, República Argentina. El municipio comprende la localidad del mismo nombre y un área rural. Se ubica a 55 km de la ciudad de Gualeguaychú y a unos 255 km de la capital de la provincia, Paraná. La Aldea, como la llaman sus habitantes, posee más de 3 mil habitantes, que en su mayoría son descendientes de alemanes del Volga. El eje de su economía es la actividad agropecuaria

## Historia
Las tierras donde hoy se ubica la aldea pertenecieron a Jacobo Spangenberg quien en 1889 vendió las mismas a contingentes de colonos alemanes del Volga que fundaron la colonia. En 1888 llegaron al Puerto de Diamante 19 familias directamente desde la región del río Volga. La mayoría de ellos procedentes de la aldea Huck, óblast de Sarátov en Rusia. Luego de una estadía provisoria en la Aldea Protestante se dirigieron a la zona donde fundaron 3 aldeas: San Juan, San Antonio y Santa Celia. En San Juan se establecieron 30 familias y en San Antonio se establecieron 17 familias. El 27 de febrero de 1889 la aldea San Antonio quedó fundada. La comunidad poco a poco fue creciendo alcanzando los 507 habitantes en 1991 y los 791 en 2001.
La junta de gobierno del centro rural de población de Aldea San Antonio ya existía para el 11 de agosto de 1978, siendo fijados nuevos límites de la planta urbana por decreto 809/1985 MGJE del 19 de marzo de 1985 y los límites jurisdiccionales de la junta de gobierno por decreto 6353/1986 MGJE del 22 de diciembre de 1986

El municipio de segunda categoría de Aldea San Antonio fue aprobado por ley n.º 7942 sancionada el 7 de julio de 1987 y creado mediante decreto n.º 3937/1987 MGJE del 22 de julio de 1987.
 Por decreto n.º 3943/1987 MGJE del 22 de julio de 1987 fue designado Carlos Michel como comisionado para la erección del municipio. El 6 de septiembre de 1987 fue elegida la primera junta de fomento.
El 10 de diciembre de 2011 dejaron de existir las dos categorías de municipios en Entre Ríos al caducar los mandatos de las juntas de fomento de los municipios de 2ª categoría aplicando la ley de Régimen Municipal N° 10 027, que fue sancionada y promulgada el 10 de mayo de 2011, por lo que los municipios dejaron de estar categorizados. Aldea San Antonio pasó a tener un departamento ejecutivo a cargo de un presidente municipal elegido por el pueblo y un concejo deliberante de 7 miembros electivos.

## Religión
Posee tres templos evangélicos (IERP, IEC, IELA), uno adventista, una capilla católica y asociaciones de descendientes de alemanes del Volga.
La confesión mayoritaria en la Aldea es la evangélica protestante, siendo la Iglesia evangélica del Río de la Plata la Iglesia madre de las demás evangélicas y la de mayor cantidad de feligreses. Luego le siguen la Iglesia evangélica congregacional y la Iglesia evangélica luterana argentina. Una parte de los habitantes pertenece a la Iglesia adventista del Séptimo Día. Para los emigrados de tiempos posteriores y conversos se construyó una capilla católica. La Aldea se caracteriza por ser la colonia madre de evangélicos en la zona de influencia, especialmente hacia Urdinarrain, Basavilbaso y Gualeguaychú. La concurrencia al templo, para la mayoría de los habitantes, continúa siendo una parte esencial de su idiosincrasia.

## Cultura

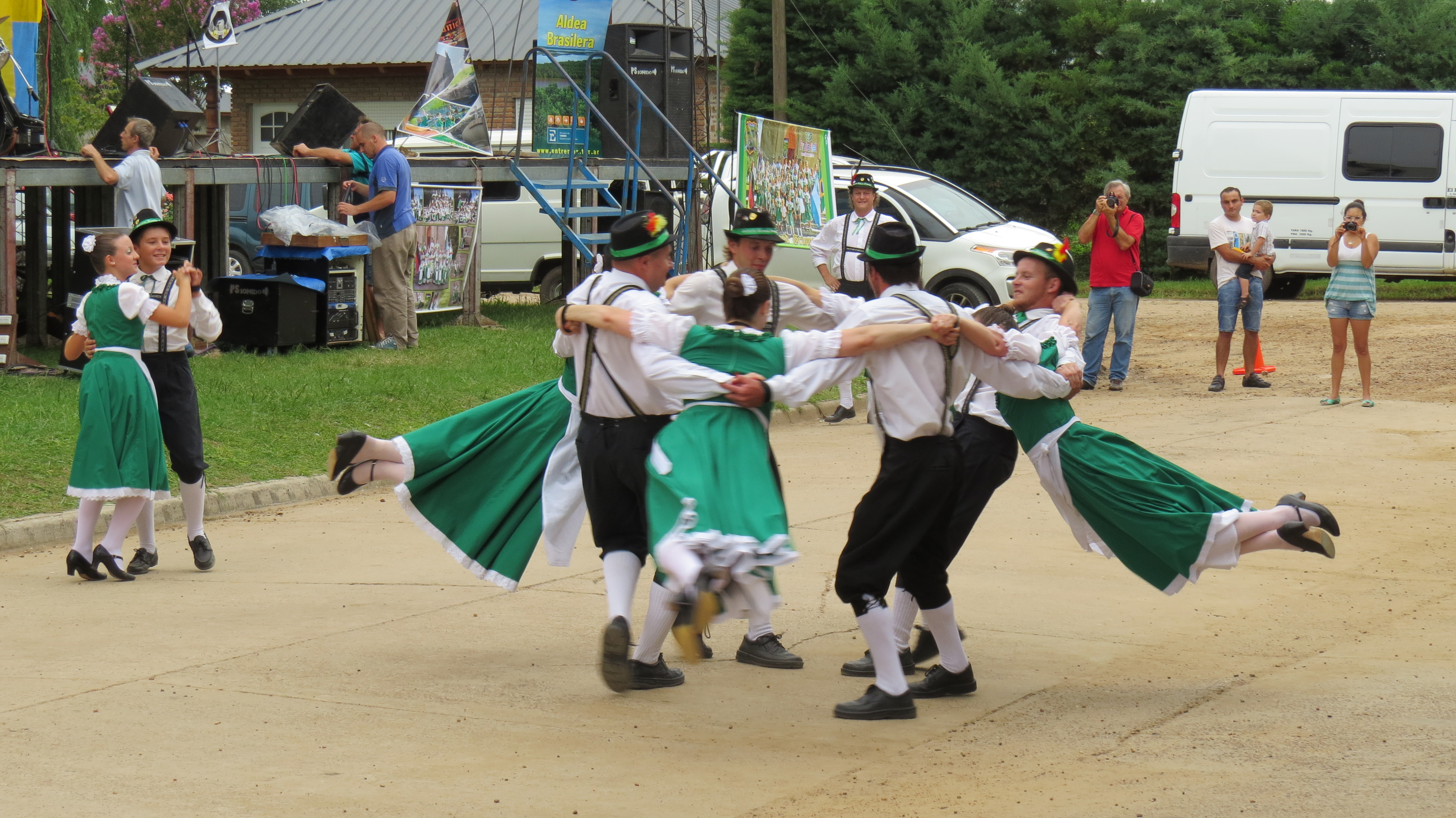
Baile típico de un ballet de danzas tradicionales alemanas de Aldea San Antonio.

Como comunidad de mayoría de descendientes de alemanes del Volga, gran parte de las tradiciones del pueblo responden a este origen. Gastronomía, danzas, música, palabras del dialecto, llevan la impronta del Volga. 
Desde 1996 se celebra la Fiesta del Inmigrante Alemán, en la que se muestran las distintas expresiones culturales del pueblo y se invita, además, a agrupaciones folklóricas de la zona para compartir la celebración. La fiesta se realiza en el mes de febrero, cuando se celebra el aniversario de creación de la Aldea.